# Алиев, Эмиль Гуметович
|

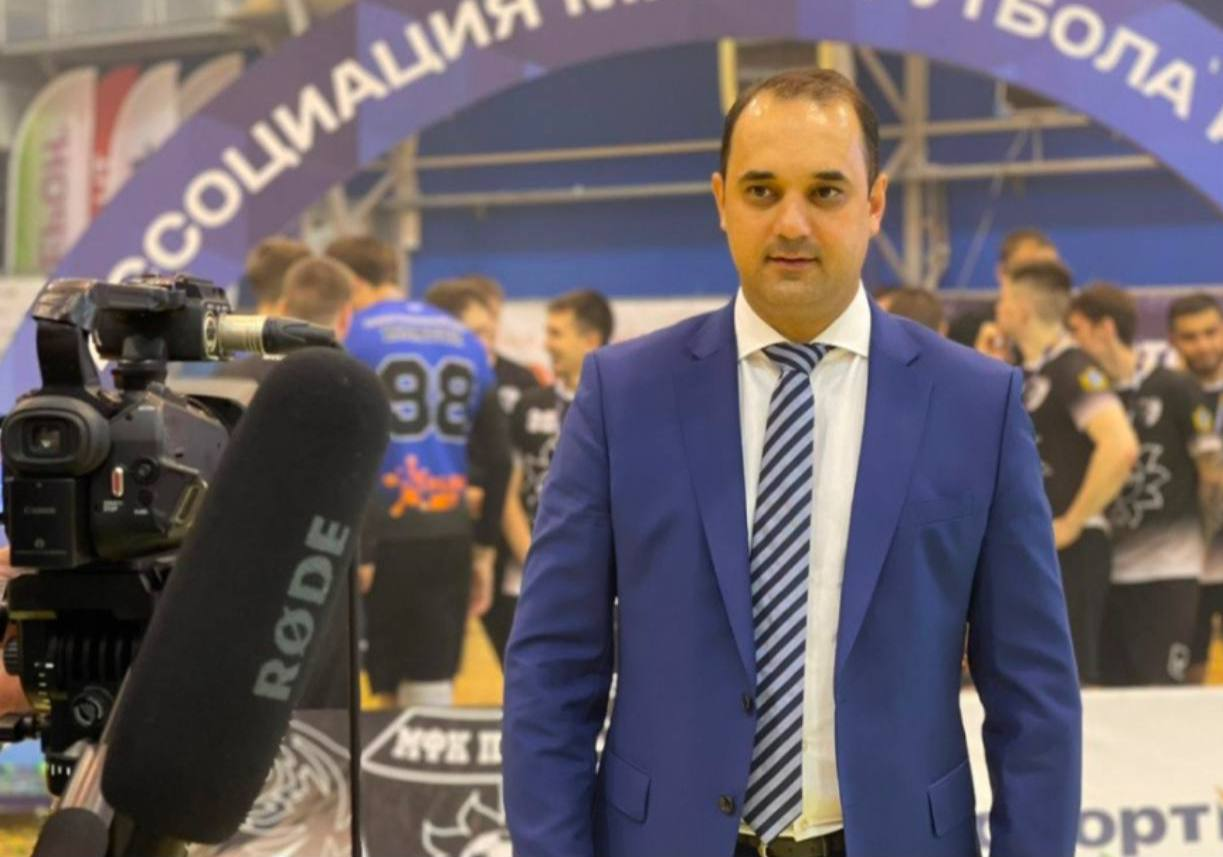

Эми́ль Гуме́тович Али́ев (7 января 1978, Баку) — российский спортивный функционер. Президент Ассоциации мини-футбола России (с 2011 года). Доктор педагогических наук. Доцент. «Заслуженный работник физической культуры Российской Федерации» (16 октября 2019 года). Автор ряда монографий, научных публикаций в области физической культуры и спорта.

## Биография
Эмиль Алиев родился 7 января 1978 года в Баку в Азербайджанской ССР (ныне — Азербайджан). Окончил школу «Самбо-70» в Москве, выполнил нормативы кандидата в мастера спорта по самбо и дзюдо. Работал в школе «Самбо-70» в качестве тренера-преподавателя. С 2002 по 2003 гг. занимал должность исполнительного директора Московской федерации самбо.
Выпускник Российского университета спорта «ГЦОЛИФК» (1999 год). Выпускник «Российской академии государственной службы при Президенте Российской Федерации» по специальности «Юриспруденция» (2001 год). Окончил аспирантуру «Всероссийского научно-исследовательского института физической культуры» (2002 год). Окончил докторантуру «Национального государственного университета физической культуры, спорта и здоровья имени П.Ф. Лесгафта» (2011 год).
С 2003 года перешёл работать в мини-футбол, где сначала занимал должность Исполнительного директора Некоммерческого партнёрства «Суперлига». С 2005 года стал генеральным директором Общероссийской общественной организации «Ассоциация мини-футбола России». В 2011 стал президентом АМФР, занимает эту должность до настоящего времени. Является одним из авторов Общероссийских проектов «Мини-футбол – в школу» и «Мини-футбол – в вузы», которые были поддержаны Президентом России В.В. Путиным и в 2018 году были включены в Книгу Рекордов России. Является автором и соавтором целого ряда научно-методических пособий по дзюдо и мини-футболу.
С 2011 по 2023 гг. являлся генеральным менеджером сборных команд России по мини-футболу.
В 2015 году Э. Г. Алиев вошёл в состав комитета по футзалу и пляжному футболу УЕФА.
Эмиль Алиев входил в состав Исполкома Российского футбольного союза. Входил в состав комитетов Российского футбольного союза: комитет профессионального футбола, комитет по разновидностям футбола. Член Исполкома Российского студенческого спортивного союза. Член диссертационного совета Московского государственного института физической культуры.

## Семейное положение
Женат, имеет 3 детей.

## Карьера
1994 - 2000 гг. – тренер-преподаватель в Учебно-спортивном комплексе «Самбо-70».
2000-2002 гг. –тренер-преподаватель в Центре Образования«Самбо-70».
2002-2003 гг. – исполнительный директор, Московская федерация самбо.
2003-2005 гг. – Исполнительный директор, Некоммерческое партнёрство «Суперлига мини-футбола».
2005-2011 гг. – Генеральный директор Общественной организации«Ассоциация мини-футбола России».
2011– н.в.- Президент Общероссийской общественной организации«Ассоциация мини-футбола России».
2015 - 2017 гг. - Член комитета УЕФА по футзалу и пляжному футболу.

## Спортивные награды
Со сборными командами России по мини-футболу в качестве генерального менеджера добился следующих основных результатов.
| год  | команда                             | турнир                                             | место     |
| 2007 | Национальная мужская сборная России | Чемпионат Европы Гондомар/Санту-Тирсу, Португалия  | 3-е место |
| 2008 | Молодёжная сборная России           | Чемпионат Европы Санкт-Петербург, Россия           | 1-е место |
| 2012 | Национальная мужская сборная России | Чемпионат Европы Загреб/Сплит, Хорватия            | 2-е место |
| 2014 | Национальная мужская сборная России | Чемпионат Европы Антверпен, Бельгия                | 2-е место |
| 2014 | Студенческая мужская сборная России | Студенческий чемпионат мира Антекера, Испания      | 1-е место |
| 2016 | Национальная мужская сборная России | Чемпионат мира Кали/Меделин/Букараманга, Колумбия  | 2-е место |
| 2016 | Национальная мужская сборная России | Чемпионат Европы Белград, Сербия                   | 2-е место |
| 2018 | Юношеская сборная России            | Юношеские Олимпийские Игры Буэнос-Айрес, Аргентина | 2-е место |
| 2018 | Национальная мужская сборная России | Чемпионат Европы Любляна, Словения                 | 3-е место |
| 2018 | Студенческая мужская сборная России | Студенческий чемпионат мира Алма-Ата, Казахстан    | 1-е место |
| 2018 | Студенческая женская сборная России | Студенческий чемпионат мира Алма-Ата, Казахстан    | 1-е место |
| 2019 | Национальная женская сборная России | Чемпионат Европы Гондомар, Португалия              | 3-е место |
| 2021 | Национальная мужская сборная России | Чемпионат Европы Амстердам/Гронинген, Нидерланды   | 2-е место |

## Награды и звания
- Орден Дружбы (22 июля 2024 года) — за заслуги в области физической культуры и спорта, многолетнюю добросовестную работу[2].
- Доктор педагогических наук.
- «Заслуженный работник физической культуры Российской Федерации»[3].
- Почётная грамота Президента Российской Федерации за заслуги в развитии физической культуры и спорта, многолетнюю добросовестную работу и активную общественную деятельность;
- Почётная грамота Министерства спорта за заслуги в сфере физической культуры, спорта и молодёжной политики и плодотворный добросовестный труд;
- Почётный знак Министерства спорта РФ «За заслуги в развитии физической культуры и спорта в Российской Федерации»;
- Почётный знак Российского студенческого спортивного союза «За заслуги в развитии студенческого спорта».
- Почётная грамота Следственного комитета Российской Федерации
- Медаль Внутренних войск Министерства внутренних дел России «За содействие»
- Серебряная медаль Федеральной службы исполнения наказаний «За вклад в развитие уголовно-исполнительной системы России»
- Почётная Грамота Парламента Чеченской Республики
- Юбилейная медаль «В память 800-летия Нижнего Новгорода».
- Памятная медаль Коммунистической партии Российской Федерации «70 лет Великой Победы».
- Юбилейная ведомственная медаль, посвященная 100-летию образования государственного органа управления в сфере физической культуры и спорта
- Кандидат в мастера спорта по самбо и дзюдо.
- Серебряный знак УЕФА.
- Доцент.

Является автором и соавтором ряда научно-методических пособий по мини-футболу и дзюдо.